# Подолско възвишение
Подилското възвишение (на украински: Поді́льська височина́) е обширна хълмиста област в югозападната част на Украйна, като се явява междинна зона между Източноевропейската равнина на север и североизток и склоновете на Източните Карпати на югозапад. Дължина около 560 km, ширина до 160 km.
Простира се от северозапад на югоизток предимно в междуречието на реките Днестър на юг и югозапад и Южен Буг на север и североизток. На север плавно преминава в по-ниското Волинско възвишение, а на изток – с Приднепровското възвишение. В различни по-стари географски източници и географски карти двете възвишения се обединавят под едно название Волино-Подолско възвишение.
Изградено е предимно от варовици, мергели, пясъчници и шисти, а в източната част от гранити и гнайси, препокрити с льосови и льосовидни наслаги. Релефът му се характеризира с обширни плоски възвишения и дълбоки, каньоновидни долини между тях. Височината му се понижава от 380 – 320 m на северозапад до 220 – 130 m на югоизток. Максимална височина връх Камула 472 m 49°41′12″ с. ш. 24°20′50″ и. д. / 49.686667° с. ш. 24.347222° и. д., разположен в северозападната му част, на 2 km югоизточно от село Подгородище, Лвовска област. Северният край на възвишението в резултат на интензивното ерозионно разчленение има хълмист релеф, като тук са разположени обособени по-малки възвишения: Толтри (Медобори), Гологори, Вороняки, Кременецко възвишение и др. Южната и югозападната, Приднестровска част на Подолското възвишение представлява стъпалообразна равнина, образувана от обширните надзаливни тераси на река Днестър.
Подолското възвишение се явява вододел на водосборните басейни на реките Днестър на юг, Западен Буг на северозапад, Южен Буг на изток и Припят на север (десен приток на Днепър). От него водят началото си реките Западен Буг и Южен Буг, множество леви притоци на Днестър – Серет, Збруч, Мурафа и др. и два десни притока на Припят – Стир и Горин с притока си Случ.
Значителна част от територията на възвишението се обработва за целите на земеделието. Има запазени дъбови гори с примеси от габър и липа и обширни ливадни степи. В северните му части се срещат малки букови гори, а в южните са разпространени тревисто-типчаково-коилови степи.